# 染めQテクノロジィ
染めQテクノロジィ（そめキューテクノロジィ）は茨城県猿島郡五霞町に本社を置く、家庭や業務等におけるケミカル用品を製造・販売する株式会社である。

## 概要
プロ用の「困った」を解決する製品作りを目指して2002年1月に東京都墨田区向島に発足した株式会社テロソンコーポレーションを前身とし、タイヤカラーやパテ等の販売を続けてきたが、2005年に「染めQ」を発売し、徐々にヒットしたことで補修業界における認知度を更に上げ、2010年に現在の社名に変更した。
当時の主力商品はミッチャクロン（プライマー）で、素材を選ばず多くの素材に密着させることが出来ることから、「困ったときのミッチャクロン」とまで言われ、自動車補修業界のみならず多くの業種で需要頂く。
染めQテクノロジィと社名変更してからは、長年にわたる塗装や補修技術を生かして、塗装のみならず防臭・防錆・除菌効果を高める製品（「タタミ染めQ」、「マスクはガードしなければ!」など）の発売や施工サービスも展開している。
2007年には韓国のノルペイント社と「染めQ」の販売契約を締結し、同製品を韓国市場にて「PINGO」の名で販売することになった。
2014年11月から床塗料シリーズを本格的に販売し、瞬く間に自動車製造メーカーを皮切りに、業種を問わず普及し始めている。
コンクリートに強力に密着する技術に、油があっても塗れる、水があっても塗れる特殊な塗料が、工業系工場、食品系工場、レストラン厨房など様々な悪環境の床に塗れて超耐久をもたらすため、大きなコストセーブが図れる。
また、近年では塗るだけでコンクリートや鋼材の強度を強められる特殊塗料の開発にも成功し、社会インフラを筆頭にビル、プラントなどあらゆる建造物の再生延命。長寿命化に注力している。
社是は「ヒトのやらないことをする」「ヒトのやれないことをする」。

## 発売中の製品

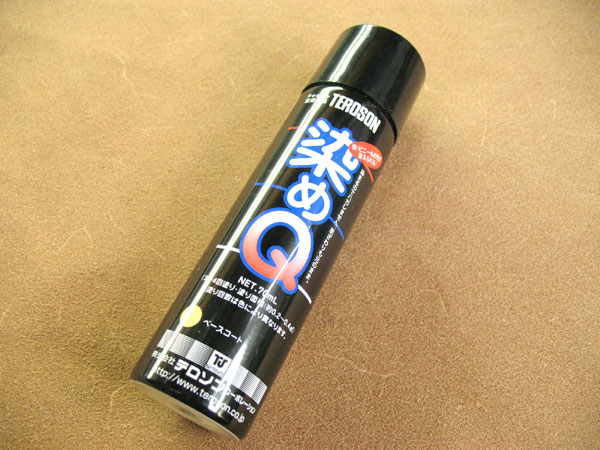
同社の主力商品である染めQ

基本的に「染めQ」が付く商品名が多いが、駄洒落を絡ませたユニークな商品名も目立つ。
- 染めQ/染めQエアゾール
- NKRN-66
- NKRN-TOP
- 床塗料シリーズ

　　密着！！コンクリには
　　密着！！油まみれでも
- GOANZENフィラー

　　なめらか
　　ザラザラ
- GOANZENホワイト/イエロー
- ミッチャクロンシリーズ
- パワー防錆シリーズ

　　EP039
　SP041
　EP2000
　AP089
- アルミパテ防錆J
- 錆を予防919
- エアコン電力セーブ25
- ジーンズ染めQ
- クツ染めQ
- スマホきれい
- 花粉みなすべり
- サビたまんまで塗れるカラ〜
- アルミパテ防錆
- アルミパテファイバー入り
- マスクはガードしなければ!
- キーボードが清潔
- カビ封じ
- エアコンカビ封じ
- 超・消臭能
- ウイルス増殖環境消滅
- 靴ん中きれい
- タイヤ染めQ
- どこでもナンデモ塗れる不思議だカラ〜
- 必殺錆封じ
- まるで石すっごいリアルゥ〜!
- メッキ感覚
- 涼しいの何でか?
- 温かいの何でか?

など多数